# جو مين سو
جو مين سو هي ممثلة كورية جنوبية ولدت في 29 يناير 1965.

## روابط خارجية
جو مين سوو على موقع IMDb (الإنجليزية)
- جو مين سوو على موقع ألو سيني (الفرنسية)
- جو مين سوو على موقع ميوزك برينز (الإنجليزية)
- جو مين سوو على موقع أول موفي (الإنجليزية)
- جو مين سوو على موقع كينوبويسك (الروسية)